# Lamotte-Picquet (croiseur)
Pour les autres navires du même nom, voir Lamotte-Picquet (navire).
Pour les articles homonymes, voir La Motte-Picquet (homonymie).
 (mars 2016).
Le croiseur léger (ou croiseur de deuxième classe) Lamotte-Picquet est un bâtiment de guerre français, de la classe Duguay-Trouin. Il est nommé en l'honneur du lieutenant général des armées navales Toussaint-Guillaume Picquet de La Motte, dit « La Motte-Picquet » (1720-1791).

## Histoire
Deuxième des trois croiseurs dits de « 7 500 tonnes », il est mis sur cale dans la grande forme de l'arsenal de Lorient le 17 janvier 1923, puis mis à flot le 21 mars de l'année suivante. Il entre en service le 1er septembre 1926.
Son premier commandant est le capitaine de vaisseau Jean Cras, inventeur de la règle-rapporteur de navigation qui porte son nom, mais aussi pianiste et compositeur de grand talent. L'équipage se compose de 25 officiers et 550 officiers mariniers, quartier maîtres et matelots.
Il est armé de huit pièces de 155 mm en quatre tourelles doubles, quatre de 75 mm AA, six de 37 mm AA et vingt mitrailleuses AA de 13,2 mm, plus douze tubes lance-torpilles de 550 mm en quatre plates-formes triples et deux hydravions d'observation.
Ce croiseur, avec le Duguay-Trouin et le Primauguet sont les premiers croiseurs construits après la Première Guerre mondiale dans le cadre du nouveau programme de reconstruction de la marine nationale. Sans blindage, mais particulièrement « marins », leur meilleure protection est leur vitesse élevée, pouvant filer près de 33 nœuds à feux poussés.
Dans un premier temps en métropole, le Lamotte-Picquet effectue plusieurs missions en Afrique et en Amérique du Sud avant d'être affecté en Extrême-Orient en janvier 1936 où il est le plus puissant bâtiment de guerre français. C'est là, le 17 janvier 1941, à la tête d'une force navale sous les ordres du capitaine de vaisseau Bérenger, comprenant les avisos Dumont d'Urville, Amiral Charner, Tahure et Marne, qu'il participe à la bataille de Ko Chang où les bâtiments français écrasent la flotte siamoise (Thaïlande) pourtant supérieure en puissance de feu, mais aussi beaucoup plus moderne et bien encadrée par des officiers japonais.
Le 15 mars 1939, il appareille de Saïgon. Il effectue des exercices avec le Rigault de Genouilly dans les parages de Cu-Lao-Ré.
En septembre 1941, il est en carénage à Osaka, dans l'arsenal japonais.
Mis en réserve fin 1942 à Saïgon, le 12 janvier 1945 il est bombardé lors du raid en mer de Chine méridionale par les avions américains de la Task Force 38 à la pyrotechnie de Thanh-Thuy-Ha, au mouillage sur le Dong Nai (fleuve) ('Donnaï') en Cochinchine. Touché par des dizaines de bombes, le croiseur chavire et coule, un marin est tué et plusieurs sont blessés.